# Lucasium bungabinna
Lucasium bungabinna — вид геконоподібних ящірок родини диплодактилідів (Diplodactylidae). Ендемік Австралії.

## Поширення і екологія
Lucasium bungabinna поширені у внутрішніх районах на півдні Західної Австралії і Південної Австралії, від півострова Ейр до рівнини Налларбор. Вони живуть в чагарникових заростях і саванах, в маллі та в спінніфексових заростях, в місцевостях з піщаними ґрунтами.